# Sakou-Foulbé
Sakou-Foulbé est un village situé dans le département de Kongoussi de la province du Bam dans la région du Centre-Nord au Burkina Faso.

## Population et société
Comme son nom l'indique, ce sont des Peuls.